# لوك ساسانو
لوك ساسانو (بالإنجليزية: Luke Sassano)‏ (14 أكتوبر 1985 بأوريندا في الولايات المتحدة - ) هو لاعب كرة قدم أمريكي في مركز الوسط. لعب مع سبورتينغ كانساس سيتي ونيويورك ريد بولز ونادي شمال كارولاينا وSan Francisco Seals (soccer) ‏ وSan Jose Frogs ‏.

## وصلات خارجية
- لوك ساسانو على موقع الدوري الأمريكي (الإنجليزية)
- لوك ساسانو على موقع قاعدة بيانات كرة القدم.إي يو (الإنجليزية)